# 鉢屋彌之三郎
鉢屋 彌之三郎（日語平假名：はちや やのさぶろう），鉢屋眾頭領，尼子氏忍者。原為出雲強盜集團，被捕縛後，受空也上人勸說出仕尼子氏。帶領鉢屋眾協助尼子經久密奪回月山富田城之奇襲主力。